# Fajã da Ovelha
Fajã da Ovelha is een plaats (freguesia) in de Portugese gemeente Calheta en telt 895 inwoners (2011). De plaats ligt aan de zuidwestelijke kust van het eiland Madeira.
Bronnen vermelden de ingeweken Gonçalo Ferreira de Carvalho die in het gebied reeds rond 1480 hier woonde. De locatie was toen gekend als een gemakkelijke, natuurlijke haven langswaar het eiland ontgonnen kon worden. Het dorpje kwam tot groei en werd in 1573 erkend als een onafhankelijke freguesia.
Het plaatsje ligt in het zuidwesten van Madeira, deels grenzend aan de kust, deels grenzend aan de laagvlakte van Paul do Mar.  In de freguesia kan men stijgen van de laagvlakte, residentiële en landbouwzones, naar de beboste stroken en het hoogste deel in het gebergte.
De bevolking van het kustplaatsje steeg in de 19e en 20e eeuw tot meer dan 2.800 inwoners rond 1910 maar daalde sindsdien stelselmatig tot 895 bij de census van 2011. In dat jaar was ook 29,7% van de bevolking ouder dan 65.

## Galerij

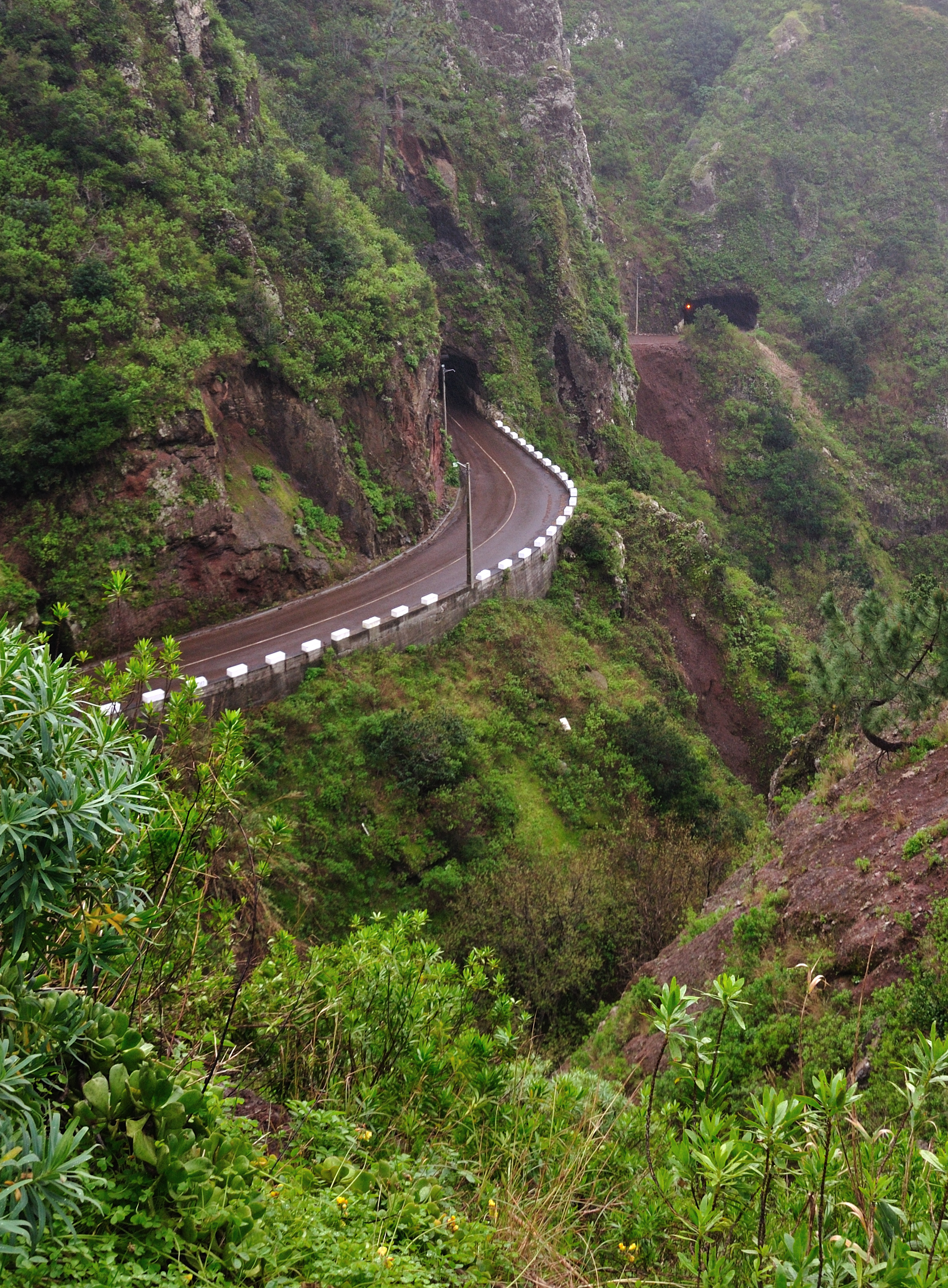
Wegen met haarspeldbochten en tunnels
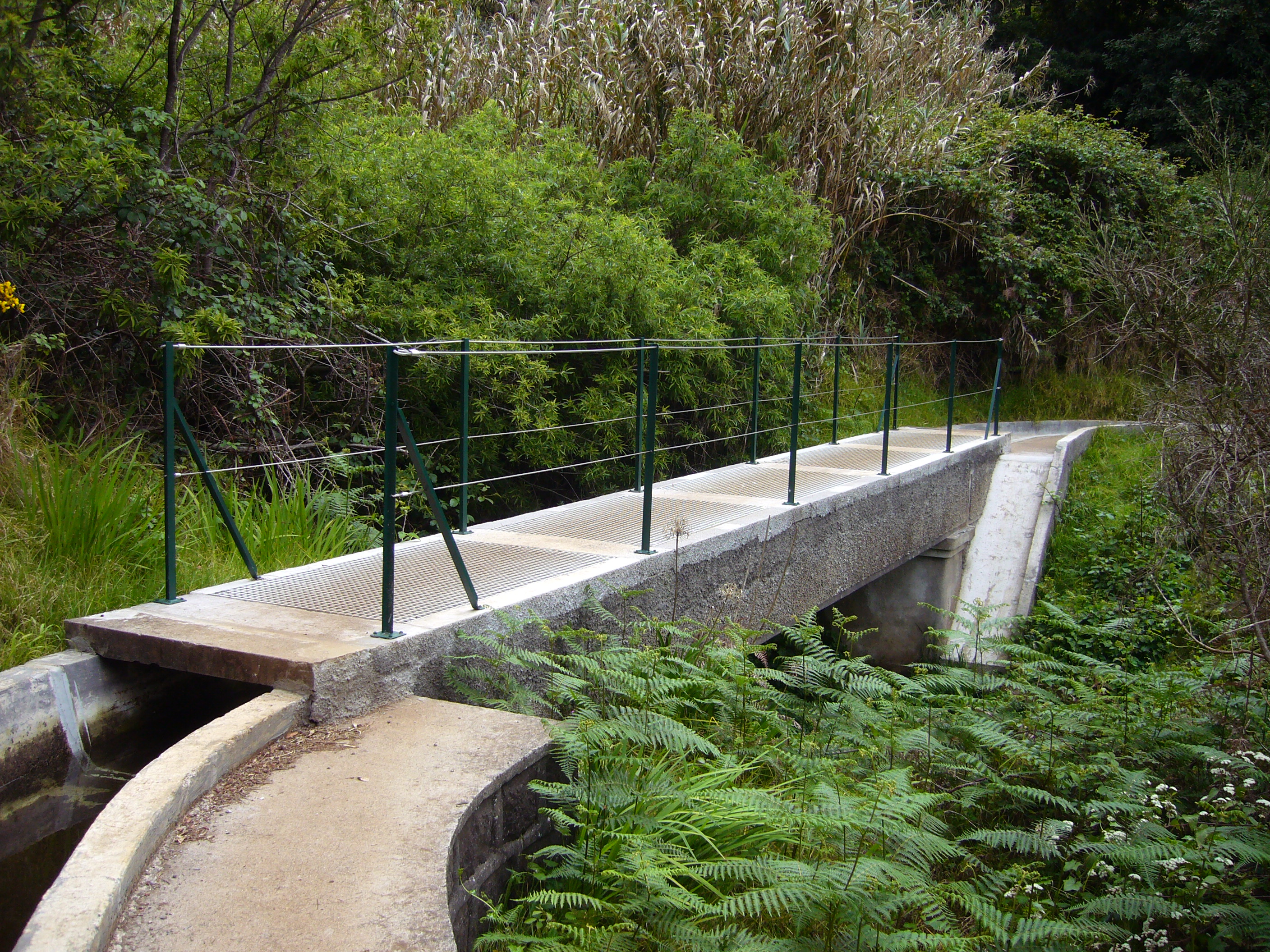
Levada's, irrigatiekanalen die de afvloeiende beekjes kruisen
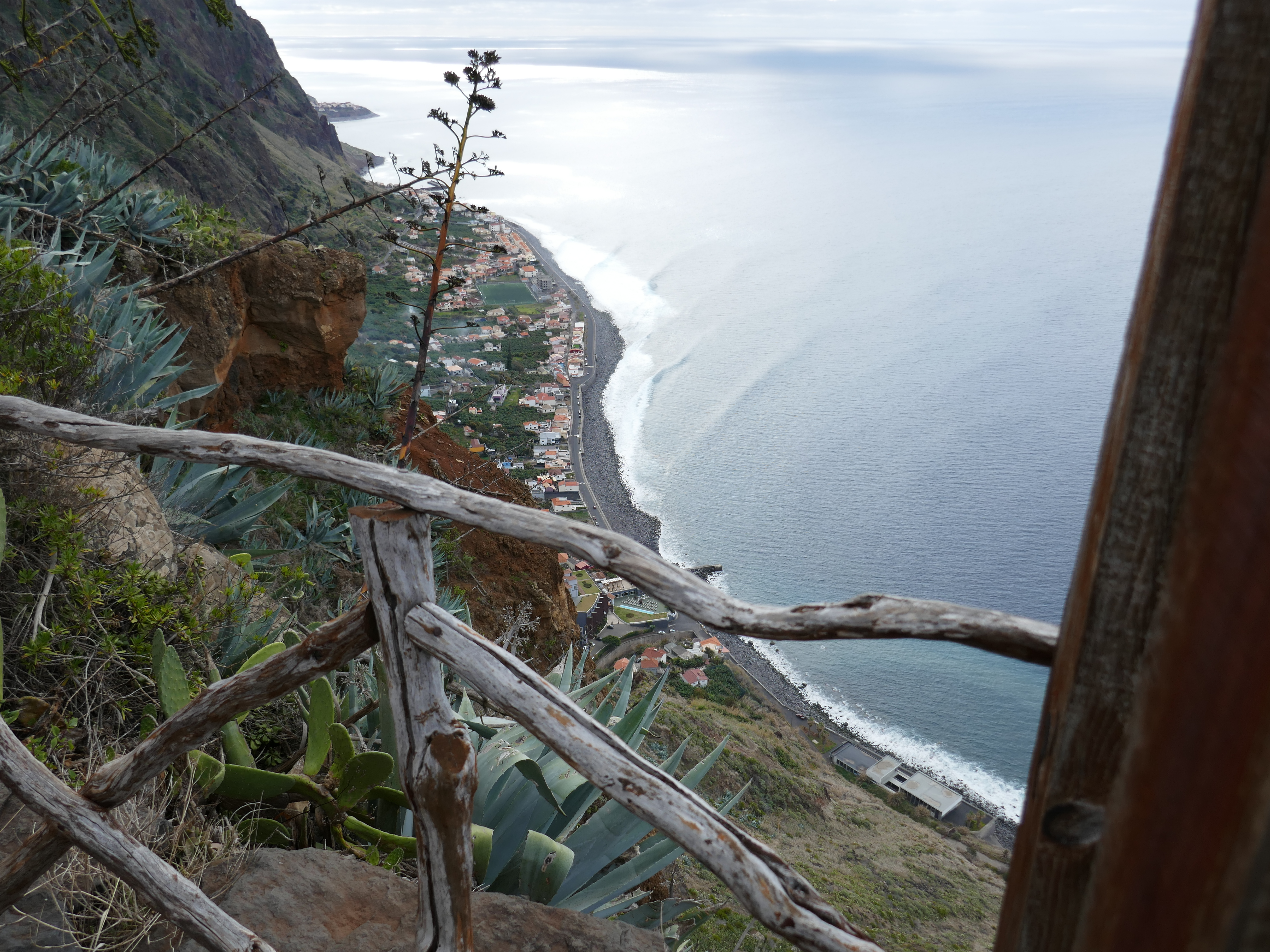
Uitzicht steil bergaf op Paul do Mar aan de kust